# Chris Rea
Christopher Anton Rea (Middlesbrough, 4. ožujka 1951.), poznatiji kao Chris Rea, engleski je kantautor i gitarist, prepoznatljiv po osebujnom hrapavom glasu i slide guitar načinu sviranja. 
Prvi hit, "Fool (If You Think It's Over)" imao je 1978. godine, a popularan je postao tijekom 1980-ih, što je kulminiralo albumom The Road to Hell iz 1989. godine, koji je dosegao šesterostruku platinastu tiražu i kojeg je kritičar John Floyd nazvao "suvremenim remek-djelom."

## Diskografija

### Studijski albumi
- Whatever Happened to Benny Santini? (1978.)
- Deltics (1979.)
- Tennis (1980.)
- Chris Rea (1982.)
- Water Sign (1983.)
- Wired to the Moon (1984.)
- Shamrock Diaries (1985.)
- On the Beach (1986.)
- Dancing with Strangers (1987.)
- New Light Through Old Windows (1988.)
- The Road to Hell (1989.)
- Auberge (1991.)
- God's Great Banana Skin (1992.)
- Espresso Logic (1993.)
- La Passione (1996.)
- The Blue Cafe (1998.)
- The Road to Hell: Part 2 (1999.)
- King of the Beach (2000.)
- Dancing Down the Stony Road (2002.)
- Blue Street (Five Guitars) (2003.)
- Hofner Blue Notes (2003.)
- The Blue Jukebox (2004.)
- Blue Guitars (2005.)
- The Return of the Fabulous Hofner Bluenotes (2008.)
- Still So Far To Go: The Best of Chris Rea (2009.)
- Santo Spirito Blues (2011.)
- Road Songs for Lovers (2017.)
- One Fine Day (2019.)

## Vanjske poveznice
- Službena stranica  Arhivirana inačica izvorne stranice od 1. studenoga 2020. (Wayback Machine)